# Acid oxolinic
Acidul oxolinic este un antibiotic chinolonic de generație 1. A fost dezvoltat în Japonia în anii 1970.